# Дискуси
Дискусите (Symphysodon) са род актиноптери от семейство Цихлиди (Cichlidae).
Таксонът е описан за пръв път от Йохан Якоб Хекел през 1840 година.

## Видове
- Symphysodon aequifasciatus – Син симфозодон
- Symphysodon discus – Обикновен дискус
- Symphysodon haraldi
- Symphysodon tarzoo